# Хенријета (Мисури)
Хенријета (енгл. Henrietta) град је у америчкој савезној држави Мисури.

## Демографија
По попису из 2010. године број становника је 369, што је 88 (-19,3%) становника мање него 2000. године.
| Група             | 2000.       | 2010.       |
| Белци             | 402 (88,0%) | 330 (89,4%) |
| Афроамериканци    | 32 (7,0%)   | 20 (5,4%)   |
| Азијати           | 0 (0,0%)    | 0 (0,0%)    |
| Хиспаноамериканци | 15 (3,3%)   | 17 (4,6%)   |
| Укупно            | 457         | 369         |